# Frédéric Kanouté
Frédéric Oumar Kanouté (Lyon, 2. rujna 1977.) francusko-malijski umirovljeni nogometaš. Igrao je sedam godina za Sevilli u La Ligi. U 2008. godini, Kanouté je dobio nagradu "Afrički igrač godine".

## Karijera
Poznat po svojoj snazi i tehnici, igrao je za Olympique Lyon, poslije je prešao u West Ham United u Englesku.
Nakon što je nastupao za reprezentaciju Francuske do 21 godine, odbio je poziv za A reprezentaciju Francuske i otišao je igrati za Mali.
Vodio je reprezentaciju Malija na Afričkom nogometnom prvenstvu do 4 mjesta (2002. i 2004.). Mijenjao je par klubova u Engleskoj s kojima je postizao značajne rezultate, a onda je za 6,5 milijuna funti prodan iz Tottenhama u Sevillu.

### Klupska karijera
Kanoutéove napadačke sposobnosti su prvi put zabilježene u Lyonu, te je prvi put zabilježen kao kadet u 1997. Njegova debitantska utakmica je bila u Intertoto kupu protiv poljskog Odra Wodzisława.
Kanouté je se pridužio engleskom West Ham Unitedu u 2000. godini. U 84 utakmice, postigao je 29 golova. 
Njegova brzina i svijest su privukli Tottenham Hotspur, koji ga je kupio krajem sezone 2002./2003. Kanouté je uživao u Tottenhamu, gdje je postigao pogodak već u prvom nastupu; više je preferirao Premiership, nego Afrički kup nacija.
Kanouté je prodan u Sevillu 17. kolovoza 2005. za 6,5 milijuna €. Jedni od njegovih najpoznatijih pogodaka u dresu Seville su: onaj u finalima Kupa UEFA 2006. i 2007., protiv Middlesbrough, te protiv Espanyola; zatim u finalu Copa del Reya 2006./07. protiv Getafea.

### Reprezentativna karijera
Frédéric Kanouté je nastupao za Francusku reprezentaciju ispod 21 godine (U-21) za vrijeme dok je igrao u Olympique Lyonnaisu. Zabilježio je samo jedan nastup.
Kanouté je iz Francuske, prešao u Malijsku nogometnu reprezentaciju. Bio Malijev najbolji strijelac na Afričkom kupu nacija 2004. Postigao je 4 gola u 4 utakmice i doveo je Mali do četvrtfinala, gdje su izgubili od Maroka.

## Privatni život
Kad je došao u Španjolsku, odmah je počeo s Islamskim aktivnostima; prvo je odbio nositi dres Seville na kojem je reklama tvrtke "888 Holdings", koja se bavi kockom i klađenjem. Kanouté je odbio taj dres pod obrazloženjem da je Islam strogo protiv klađenja, pa je nosio dres bez reklame. 
Nakon toga, "888 Holdings" je odlučio davati velike svote novaca Islamskim dobrotvornim organizacijama, kako bi uvjerili Kanoutéa da nosi njihovu reklamu.
Nakon početka Izraelske agresije na Gazu, Kanouté je, postigavši pogodak, 7. siječnja 2009. podigao svoj dres, a na majci ispod dresa je pisalo "Palestina" na nekoliko jezika. Sudac mu je za taj postupak dao žuti karton. Ali Kanouté se nije obazirao, pa ga je Španjolski nogometni savez pomilovao za taj karton, smatrajući da je sudac bio u krivu. Izraelski veleposlanik u Španjolskoj, Raphael Shultz napravio je ogromnu medijsku buku oko njegovog postupka, međutim, nije ništa postigao, samo je Kanoute dobio još veću potporu.
Frédéric Kanouté je oženjen Fatimom, te ima sina Ibrahima i kći Iman. Trenutno gradi dječja sela u Maliju i lokalne mesdžide. Nije se sramio svoje vjere, iako je bio usamljen u Sevilli, nije se stidio pomoći muslimane.

## Statistika
| Klub    | Sezona    | Liga  | Liga | Liga   | Kup   | Kup  | Europa | Europa | Ukupno | Ukupno |
| Klub    | Sezona    | Nast. | Gol. | Asist. | Nast. | Gol. | Nast.  | Gol.   | Nast.  | Gol.   |
| ------- | --------- | ----- | ---- | ------ | ----- | ---- | ------ | ------ | ------ | ------ |
| Sevilla | 2005./06. | 32    | 6    | 4      | 2     | 2    | 11     | 6      | 45     | 14     |
| Sevilla | 2006./07. | 32    | 21   | 6      | 5     | 4    | 11     | 5      | 48     | 30     |
| Sevilla | 2007./08. | 30    | 16   | 3      | 3     | 4    | 9      | 6      | 42     | 26     |
| Sevilla | 2008./09. | 26    | 16   | 6      | 6     | 2    | 2      | 2      | 34     | 20     |
| Sevilla | Sve       | 120   | 59   | 19     | 16    | 12   | 33     | 19     | 169    | 90     |